# Amber Tysiak
Amber Tysiak (26 januari 2000) is een Belgisch voetbalspeelster die uitkomt voor West Ham United in de FA Women's Super League.
Tysiak liep school aan Don Bosco Hechtel en de topsportschool in Genk. Na de jeugd van KFC Helson Helchteren speelde ze vier seizoenen voor KRC Genk Ladies. Tijdens het Europees kampioenschap onder 19 - 2019 was Tysiak kapitein. In het seizoen 2020-2021 speelde ze voor Oud-Heverlee Leuven in de Belgische Super League, en in 2021 maakte ze haar debuut in het Belgisch voetbalelftal.

## Statistieken
| Seizoen | Club                 | Land     | Competitie              | Wedstrijden | Doelpunten |
| ------- | -------------------- | -------- | ----------------------- | ----------- | ---------- |
| 2020/21 | Oud-Heverlee Leuven  | België   | Super League            | –           | –          |
| 2022/23 | West Ham United F.C. | Engeland | FA Women's Super League | 4           | 0          |
| 2023/24 | West Ham United F.C. | Engeland | FA Women's Super League | 17          | 1          |
| 2024/25 | West Ham United F.C. | Engeland | FA Women's Super League | 11          | 0          |
| Totaal  | Totaal               | Totaal   | Totaal                  | 32          | 1          |

Laatste update: 21 januari 2025

## Interlandcarrière
Tysiak komt sinds februari 2021 uit voor de Red Flames. Ook speelde ze voor het nationale elftal O17 en O19.